# Le Pont qui s'effondre
Le Pont qui s'effondre est une nouvelle policière de Maurice Leblanc publiée en 1929 dans l'édition américaine du recueil de nouvelles L'Agence Barnett et Cie sous le titre The Bridge that Broke.
Publiée en France en 1928, L'Agence Barnett et Cie comporte huit nouvelles mettant en scène Arsène Lupin sous les traits de Jim Barnett. La version américaine publiée l'année suivante sous le titre Arsène Lupin Intervenes comporte cette aventure inédite.
Cette nouvelle fut traduite en français une première fois, dans la revue 813 no 94 d'octobre 2005, sous le titre Le Pont brisé. Elle est sortie en librairie aux éditions Manucius, en 2017, sous le titre Le Pont qui s'effondre. D'autres traductions ont également été publiées dans la revue L'Aiguille Preuve. Celle de Louis Gendebien est également parue en livre numérique en juin 2014 sous le titre Le Pont écroulé (Editions de Montpézat  (ISBN 9782960123036)).